# Un magnifique salaud
Pour plus de détails, voir Fiche technique et Distribution.
Un magnifique salaud (titre original : The Proud and Profane) est un film américain réalisé par George Seaton, sorti en 1956.

## Fiche technique
- Titre original : The Proud and Profane
- Titre français : Un magnifique salaud
- Réalisation : George Seaton, assisté de Joseph L. McEveety (non crédité)
- Scénario : George Seaton d'après le roman The Magnificent Bastards de Lucy Herndon Crockett
- Photographie : John F. Warren
- Musique : Victor Young
- Société de production : Paramount Pictures
- Pays d'origine :  États-Unis
- Format : Noir et blanc - 1,85:1 - Mono
- Genre : Film de guerre
- Date de sortie : 1956
- Affiche : Boris Grinsson (France)

## Distribution
- William Holden : Lieutenant-colonel Colin Black
- Deborah Kerr : Lee Ashley
- Thelma Ritter : Kate Connors
- Dewey Martin : Eddie Wodcik
- William Redfield : Aumônier-lieutenant Holmes
- Ross Bagdasarian : Louie
- Adam Williams : Eustace Press
- Marion Ross : Joan
- Peter Hansen : Lieutenant Hutchins
- Theodore Newton : Bob Kilpatrick